# Nebel (Fluss)
Die Nebel ist ein rechter, teils kanalisierter Nebenfluss der Warnow in Mecklenburg-Vorpommern.

## Flusslauf

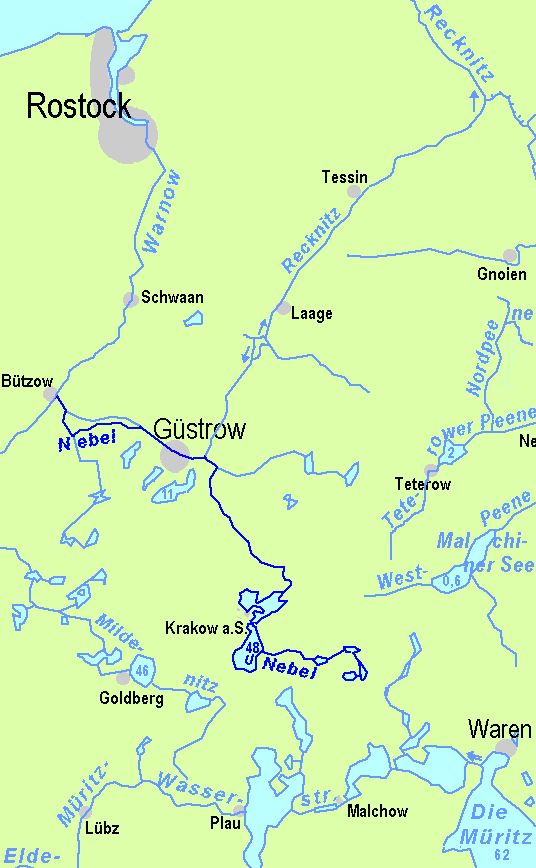
Fluss Nebel und untere Warnow

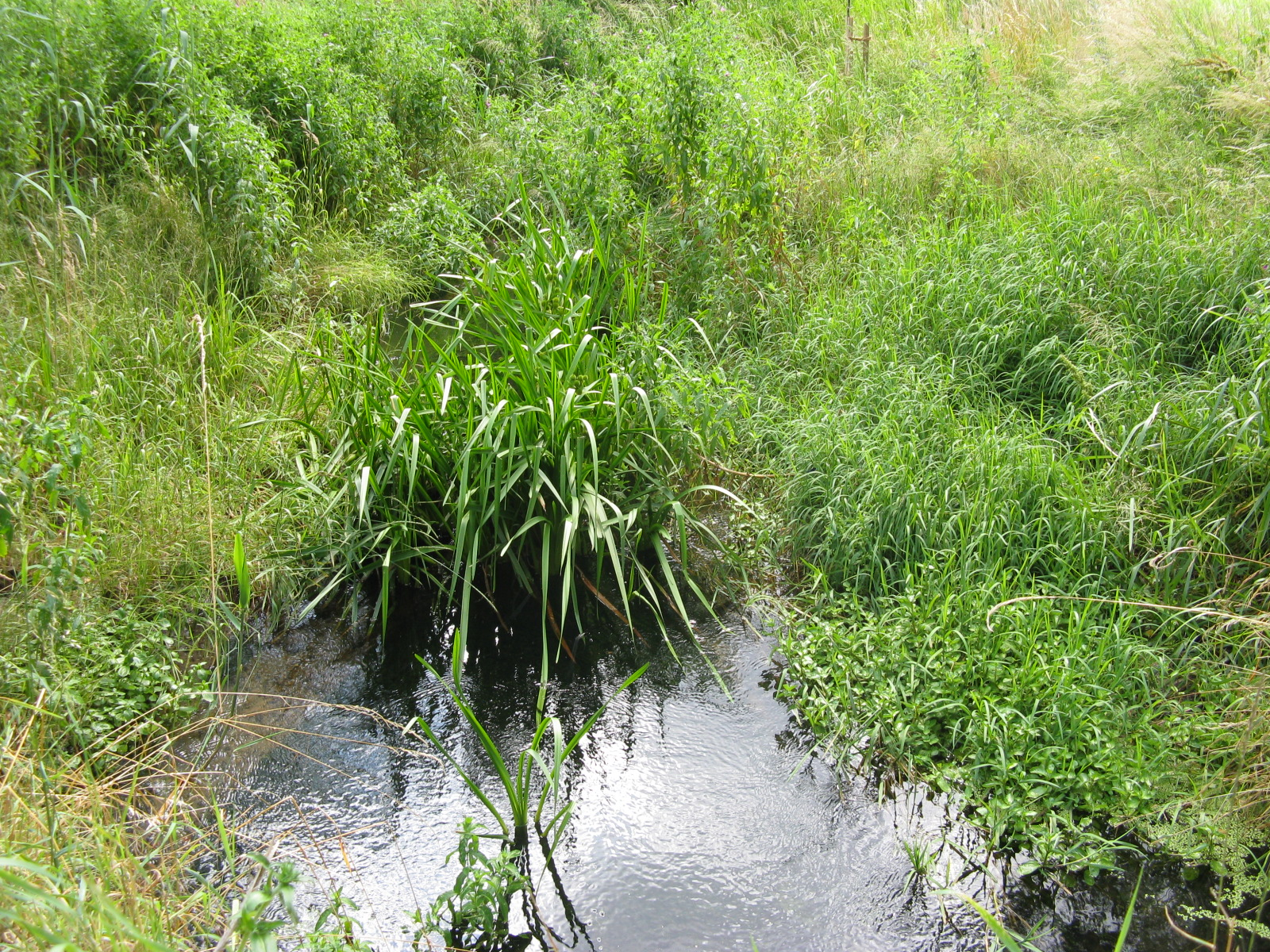
Obere Nebel in Linstow

Die Nebel entspringt in Mecklenburg-Vorpommern im Landkreis Mecklenburgische Seenplatte südöstlich des Krakower Sees im Naturpark Nossentiner/Schwinzer Heide. Die Quelle bildet der etwa 13 Kilometer nördlich von Malchow in der Gemeinde Hohen Wangelin liegende Malkwitzer See. Die Wasserrahmenrichtlinie MV sieht einen etwa 1,2 Kilometer südlich des Sees entspringenden und in den See führenden Graben als Nebelquelle an.
Vom Malkwitzer See aus verläuft die Nebel sowohl durch waldreich-hügelige Landschaft als auch durch moorig-sumpfige Gebiete. Dabei fließt sie zuerst durch kleinere Seen – Kraazer See, Hof-, Orth- und Linstower See – und unterquert danach die Bundesautobahn 19. Nahe Dobbin mündet der Fluss in den Krakower See, an dem die Stadt Krakow am See liegt. Die Nebel verlässt den See in seinem Nordostzipfel bei Serrahn. Von dort bahnt sie sich ihren Weg in nordöstlicher Richtung durch das Nebel-Durchbruchstal, in dem eine Endmoräne in einer mittelgebirgsartigen Landschaft durchbrochen wird. Anschließend erreicht die Nebel Güstrow, den größten Ort am Fluss.
Von Güstrow fließt die Nebel westwärts und mündet dann bei Bützow in die Warnow. Parallel zu dem stark gewundenen natürlichen Unterlauf wurde 1894 bis 1896 der rechtsseitige Bützow-Güstrow-Kanal angelegt. Kurz vor der Mündung in die Warnow sind natürlicher Lauf und ehemaliger Schifffahrtsweg wieder vereint.

### Wasserscheide
Die Nebel-Quelle liegt an der Nordsee-Ostsee-Wasserscheide. Dies bedeutet, dass die nur kurzen Bäche und Gräben, die auf der südlichen Seite des Höhenzugs zwischen Malkwitzer- und Fleesensee entspringen, über die Elde und Elbe in die Nordsee fließen, während die Nebel über die Warnow in die Ostsee mündet.

## Geschichte
Quellsee der Nebel war ursprünglich der Kraazer See. Die Verbindung zum einst abflusslosen, 500 Meter westlich und höher liegenden Malkwitzer See wurde zur Zeit der deutschen Besiedlung geschaffen.
Die Nebel ist 1189 als Nebula ersturkundlich genannt. Es liegt germanisch *Nebulo (‚Nebel, Dunkelheit‘) zugrunde.
Zwischen Bützow und Güstrow wurde von 1894 bis 1896 der Bützow-Güstrow-Kanal parallel zur Alten Nebel gebaut. In Güstrow selbst wurde die Nebel in den 1970er Jahren begradigt und umgeleitet, um Platz für den Bau der Liebnitzbrücke zu schaffen.
Der Flusslauf bei Hoppenrade wurde bis 2008 durch die Verlegung in ein neues, in Flussschlingen gelegtes Bett renaturiert und um rund einen Kilometer verlängert. Zu DDR-Zeiten war dieser Abschnitt begradigt worden. Beidseitig des neuen Flussbettes wurden Überflutungsgebiete angelegt.

## Flora und Fauna
Die Nebel gilt als einer der saubersten und artenreichsten Flüsse Mecklenburgs. Viele Fischarten sind hier heimisch, u. a.  Aale, Äschen, Bachneunauge, Barsche, Döbel, Elritzen, Hechte, Schmerlen und Steinbeißer. Bisher wurden 29 einheimische Fischarten im Fluss gefunden. Seltene Schmetterlinge, Libellen, unter Wasser lebende Insekten und Muscheln haben hier ihren Lebensraum. Eisvogel, Gebirgsstelze und Wasseramsel sowie der Fischotter leben am Gewässer.

## Nebeldurchbruchstal

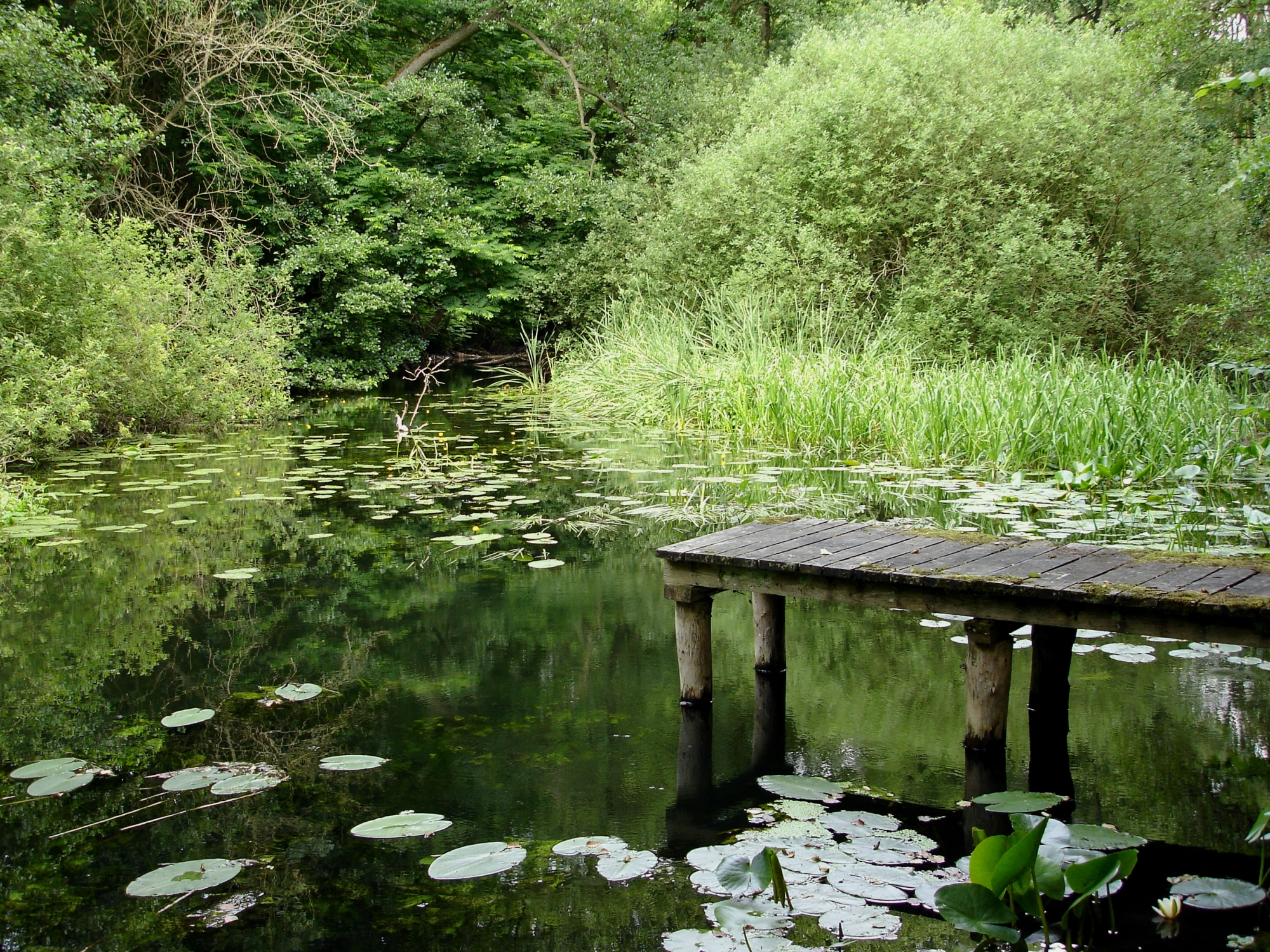
Nebeldurchbruchstal zwischen Serrahn und Kuchelmiß

Vom Austritt aus dem Krakower See bis Klueß ist die Nebel auf einer Länge von etwa 20 Kilometern als Naturschutzgebiet Nebel sichergestellt worden. Zwischen Serrahn und Kuchelmiß ist ein Teil des Durchbruchstals für den Tourismus erschlossen. Die Nebel hat hier den Charakter eines Gebirgsbaches mit Geröllstrecken, Gesteinsbrocken, umgestürzten Bäumen und steilen Ufern. Auf einer Länge von vier Kilometern hat sie ein Gefälle von 14 Metern. Zwischen den Gefällstrecken liegen stark mäandrierende Flussabschnitte, eingebettet in Bruchwälder und Wiesen, die sehr artenreich sind.
Im Durchbruchstal befindet sich auch die Wassermühle Kuchelmiß, die bereits 1558 erbaut worden ist. Sie ist heute Baudenkmal und Museum.